# Izačić
Izačić je naseljeno mjesto u gradu Bihaću, Federacija Bosne i Hercegovine, BiH.

## Zemljopis
Nalazi se 10 kilometara sjeverozapadno od Bihaća, na granici s Hrvatskom.. Proteže se od granice s Hrvatskom do 3 kilometra zračne crte istočno. Istočni, niži dio, uglavnom je u dolini, između brda sa zaseokom Mušići, ispod planine Plješevice, i brda Prtošanj, s malenim potokom između brda i izvorima vode. Područje je bogato izvorima i pitkom vodom. Sjeverni, gornji dio, leži na visoravni, s poljem bogatim poljoprivrednim dobrima.

## Stanovništvo

### Popisi 1971. – 1991.
| Izačić             |               |               |              |
| godina popisa      | 1991.         | 1981.         | 1971.        |
| Muslimani          | 1189 (97,86%) | 1016 (97,50%) | 961 (97,96%) |
| Srbi               | 7 (0,57%)     | 13 (1,24%)    | 15 (1,52%)   |
| Hrvati             | 2 (0,16%)     | 0             | 1 (0,10%)    |
| Jugoslaveni        | 7 (0,57%)     | 10 (0,95%)    | 1 (0,10%)    |
| ostali i nepoznato | 10 (0,82%)    | 3 (0,28%)     | 3 (0,30%)    |
| ukupno             | 1215          | 1042          | 981          |

### Popis 2013.
| Izačić             |              |
| godina popisa      | 2013.        |
| Bošnjaci           | 975 (96,73%) |
| Srbi               | 0            |
| Hrvati             | 0            |
| ostali i nepoznato | 33 (3,27%)   |
| ukupno             | 1.008        |

## Vanjske poveznice
- Satelitska snimka  Arhivirana inačica izvorne stranice od 19. veljače 2021. (Wayback Machine)